# دیکدرق
دیکدرق یک روستا در ایران است از استان اردبیل که در دهستان یافت واقع شده‌است. دیکدرق 50 نفر جمعیت دارد. و در بین کوههای سنگی و سخره ای همچون( ماشگلی، گوروبه، اغ کهیل... ) که برای گردشگران و عکاسان طبیعت جذاب و متفاوت خواهد بود
، قلعه چوپان نیز در این روستا واقع شده که زیبا و ناشناخته مانده است که در روبروی قلعه قهقهه قرار گرفته ، زندگی اهالی این روستا از طریق دامداری و باغداری، از جمله درخت توت، گردو و انجیر اداره می‌شود.